# 이수진 (레이싱 모델)
이수진(1985년 1월 23일 ~ )은 대한민국의 전 레이싱 모델이다.

## 경력
- 2007년 : K-1 히어로즈 2007 대회 K-1걸즈

## 방송
- 2007년 : Mnet 《비키니 하우스》(2007.6.5 ~ 2007.11.2)
- 2009년 : E채널 《천하일색 비키니 선수단》(2009.7.29 ~ 2009.8.26)
- 2011년 : SBS 플러스 《결혼은 미친 짓이다》(2011.1.4 ~2011.10.5)

## 수상
- 2007년 : 제1회 레이싱 모델 어워드 엔터테이너상
- 2009년 : 아시아 모델 페스티벌 어워즈 - 레이싱 모델 인기상

## 가족관계
- 여동생: 이수정(레이싱모델)

| 아시아모델 페스티벌 어워드 《레이싱모델 인기상》 |               |        |
| 2008년                                           | 2009년 이수진 | 2010년 |
| 전예희                                           | 2009년 이수진 | 류지혜 |
|                                                  |               |        |
|                                                  |               |        |